# Jezioro Martwe
Jezioro Martwe (biał. Мёртвае возера, Miortvaje Voziera, ros. Мёртвое озеро, Miortwoje oziero) – jezioro na Białorusi, w obwodzie mińskim, w rejonie miadzielskim. Znajduje się na terenie Parku Krajobrazowego „Błękitne Jeziora”. Położone jest w dorzeczu Straczy, 11 km od granicy białorusko-litewskiej. Wchodzi w skład Bołduckiej Grupy Jezior. Długość linii brzegowej wynosi około 320 m. Nieckę jeziora tworzy warstwa bagna, przez którą do wody nie trafiają składniki mineralne. Mineralizacja jeziora nie przekracza 50–60 mg/l. Jezioro jest otwarte ze wszystkich stron. Rośliny nie rozwijają się na powierzchni wody, a ryby praktycznie w niej nie występują – stąd nazwa.
Jezioro w latach 1922–1939 (1945) leżało na terytorium II Rzeczypospolitej. W latach 1926–1939 wchodziło w skład powiatu święciańskiego województwa wileńskiego.